# Don't Breathe 2
Série
Don't Breathe : La Maison des ténèbres
(2016)
Pour plus de détails, voir Fiche technique et Distribution.
Don't Breathe 2 ou Ne respire pas 2 au Québec est un film d'horreur américain réalisé par Rodo Sayagues et sorti en 2021. D'après un scénario co-écrit avec Fede Álvarez. Produit par Sayagues, Álvarez, Sam Raimi, Robert Tapert et Sayagues, il fait suite au film de 2016, avec Stephen Lang de retour pour reprendre son rôle original de l'aveugle Norman Nordstrom.

## Synopsis
L'aveugle se cache depuis plusieurs années dans une cabane isolée et a accueilli et élevé une jeune fille devenue orpheline d'un incendie dévastateur. Leur vie tranquille ensemble est brisée lorsqu'un groupe de criminels kidnappe la jeune fille, forçant l'aveugle à quitter son havre de paix pour la sauver,.

## Fiche technique
- Titre original et français : Don't Breathe 2
- Titre québécois : Ne respire pas 2
- Réalisation : Rodo Sayagues
- Scénario : Fede Álvarez et Rodo Sayagues
- Musique : Roque Baños
- Photographie : Pedro Luque
- Montage : Jan Kovac
- Décors : Sonja Nenadic
- Production : Fede Álvarez, Sam Raimi, Robert Tapert et Rodo Sayagues
- Sociétés de production : Screen Gems, Stage 6 Films (en), Ghost House Pictures et Good Universe
- Société de distribution : Sony Pictures Releasing
- Budget : 15 000 000 dollars
- Pays de production :  États-Unis
- Langue originale : anglais
- Genre : horreur et thriller
- Durée : 99 minutes
- Dates de sortie[3] :
  - États-Unis : 13 août 2021
  - France : 25 août 2021
- Classification :
  - France : interdit aux moins de 16 ans
  - États-Unis : R (interdit aux moins de 17 ans non accompagnés)

## Distribution
- Stephen Lang (VF : Jean-Bernard Guillard ; VQ : Éric Gaudry) : Norman Nordstrom / l'aveugle[4]
- Brendan Sexton III (VF : Laurent Maurel) : Raylan
- Madelyn Grace (VF : Bianca Tomassian) : Phoenix / Tara
- Adam Young (VF : Gwendal Anglade) : Jim Bob
- Stephanie Arcila : Hernandez
- Rocci Williams : Duke
- Bobby Schofield : Jared
- Christian Zagia : Raul
- Steffan Rhodri : le chirurgien
- Stephanie Arcila : Hernandez
- Diaana Babnicova : Billy
- Fiona O'Shaughnessy : Joséphine, la mère de Phoenix

## Production

### Développement
En novembre 2016, l'écrivain Fede Álvarez a annoncé qu'une suite était en préparation, revenant en tant que réalisateur. Le producteur Sam Raimi aurait déclaré: "Ce n'est que la meilleure idée de suite que j'ai jamais entendue. Je ne plaisante pas." En novembre 2018, Álvarez a déclaré : "Ce ne sont que des idées pour le moment. Rien à annoncer officiellement. Nous avons un script pour Don't Breathe 2. C'est la seule différence. Nous n'avons pas de script pour Evil Dead 2. Mais nous avons un script pour Don't Breathe 2 que nous avons écrit." Il a également déclaré : « Quand j'ai tweeté que j'étais intéressé à voir ce que les gens préféraient. Nous avions des débats internes sur ce qui intéresserait le plus les gens. Malheureusement, Evil Dead 2 a gagné. Alors que je suppose que j’aurais préféré que Don't Breathe 2 gagne parce que c'est une de mes propres créations. Évidemment, Evil Dead a eu le plus grand succès.", En janvier 2020, Álvarez a été remplacé comme réalisateur par le co-scénariste Rodo Sayagues, faisant ses débuts en tant que réalisateur,.

### Tournage
Le tournage devait commencer en avril 2020, mais a été retardée en raison de la pandémie de Covid-19,,. Le tournage a officiellement commencé à la mi-août 2020, pendant 12 semaines,,,, dans les régions autour de Serbie, y compris la capitale de Belgrade,. Stephen Lang a révélé que le tournage s'est terminé le 8 octobre 2020,.

## Sortie
Don't Breathe 2 devrait sortir en salles le 13 août 2021 par Sony Pictures Releasing. Au contraire de la France, il sortira le 25 août 2021 pour éviter la concurrence avec Escape Game 2 : Le Monde est un piège, qui sortira aux États-Unis le 16 juillet 2021 et en France le 11 août 2021. 